# Herbert Schilling
Herbert Schilling (* 20. Juni 1930 in Frankfurt am Main; † 24. Oktober 2004 ebenda) war ein deutscher Boxer. Er war Europameister der Amateure 1951 im Halbweltergewicht.

## Werdegang
Herbert Schilling wuchs im Frankfurter Stadtteil Zeilsheim auf. Als Jugendlicher spielte er zunächst Fußball, kam aber dann im Training auch mit den Zeilsheimer Boxern in Kontakt und entschied sich deshalb 1946 das Boxtraining beim BC 1927 Frankfurt-Zeilsheim aufzunehmen. Er absolvierte damals eine Lehre als Schreiner in Frankfurt. Im Jahre 1950 wurde der junge Sportler erstmals hessischer Meister im Leichtgewicht und kam bei den deutschen Meisterschaften im Leichtgewicht bis in das Halbfinale, wo er gegen den deutschen Meister von 1949 Walter Einfeld aus Kiel knapp nach Punkten unterlag.
Herbert Schilling entwickelte sich dann innerhalb eines Jahres enorm. Der schlaggewaltige und technisch hervorragende Boxer siegte 1951 in der neu geschaffenen Halbwelter-Gewichtsklasse bei der Ausscheidung für die Europameisterschaft in Mailand gegen Walter Einfeld und wurde deshalb für diese Europameisterschaft nominiert. In Mailand stellte er sich in phantastischer Form vor. Er gewann nacheinander gegen Debisze, Polen, Panovic, Jugoslawien, Peter Müller aus der Schweiz und stand dann im Finale dem Italiener Marcello Padovani gegenüber. Vor 22.000 Zuschauern im Mailänder Sportpalast, die alle ihren Landsmann frenetisch anfeuerten, blieb Herbert Schilling davon unbeeindruckt, schlug Padovani in der zweiten Runde zweimal zu Boden und kam zu einem 3:0-Punktsieg. Er war damit Europameister.
Nach der Europameisterschaft wurde er auch erstmals deutscher Meister im Halbweltergewicht. Im Finale siegte er über Helmut Höhmann aus Stuttgart.
1952 wurde Herbert Schilling erneut deutscher Meister im Halbweltergewicht, wieder durch einen Sieg über Helmut Höhmann. Als einer der Mitfavoriten fuhr er dann zu den Olympischen Spielen in Helsinki. Dort kam aber schon nach der ersten Runde das Aus für ihn, denn er unterlag dem Südafrikaner Webster, einem sehr schnellen Mann, der sich den stürmischen Angriffen geschickt entzog und immer wieder konterte, klar nach Punkten.
1953 erkrankte Herbert Schilling kurz vor der deutschen Meisterschaft. Seine Krankheit verhinderte auch einen Start an der Ausscheidung für die Europameisterschaften.
Das Jahr 1954 zeigte dann, dass Herbert Schilling, der zwischenzeitlich bei den Opel-Werken in Rüsselsheim arbeitete und für den Rüsselsheimer BC 1925 startete, nicht mehr in der Form des Jahres 1951 war. Er unterlag bei der deutschen Meisterschaft bereits in der ersten Runde gegen den Karlsruher Kohr und schied aus. 1955 nahm er an den deutschen Meisterschaften aus Verletzungsgründen nicht teil und 1956 unterlag er bei der deutschen Meisterschaft, im Weltergewicht boxend, erneut in der ersten Runde gegen den deutschen Juniorenmeister von 1954 Koch aus Bottrop. Im Jahre 1957 scheiterte Herbert Schilling in der Qualifikation für die deutschen Meisterschaften, als er bei den Wiesbadener Bezirksmeisterschaften gegen Nikolai von der TG Bessungen verlor.
Diese Niederlage läutete das Ende der Amateurlaufbahn von Herbert Schilling ein. Als Amateur bestritt Herbert Schilling insgesamt 248 Kämpfe.
Am 19. Mai 1951 hatte ihm der Bundespräsident das Silberne Lorbeerblatt verliehen.
Gegen Ende des Jahres 1957 trat Herbert Schilling zu den Berufsboxern über. Er bestritt seinen ersten Kampf am 30. November 1957 in Wiesbaden und gewann gegen Addy Müller durch K. o. in der 1. Runde. In der bis 1963 laufenden Karriere kam er zu keinen Meisterschaftsehren. Er lieferte aber immer gute und zähe Kämpfe und war vor allem in Australien und Neuseeland ein gern gesehener Gast. In Invercargill, Neuseeland gelang ihm auch im Jahr 1960 sein größter Sieg als Profi, als er den Zehnten der Weltrangliste und neuseeländischen Meister Heine Forsyth in der 4. Runde k. o. schlug. Nach K.-o.-Niederlagen 1963 gegen Stefan Redl, gegen diesen Boxer war Herbert Schilling bis zur 7. Runde neunmal am Boden und gegen Werner Mundt beendete er seine Boxerlaufbahn.
Er lebte danach weiter in Frankfurt und betreute noch jahrelang junge Boxer aus Höchst und Zeilsheim.

## Zusammenfassung Amateurlaufbahn
Internationale Meisterschaften
1951, 1. Platz, Europameisterschaft in Mailand, Halbweltergewicht, mit Siegen über Debisz, Polen, Panovic, Jugoslawien, Herbert Müller, Schweiz und Marcello Padovani, Italien
Deutsche Meisterschaften
- 1950, 3. Platz, Leichtgewicht, hinter Ehmann, Weiden u. Walter Einfeld, Kiel,
- 1951, 1. Platz, Halbweltergewicht, vor Helmut Höhmann, Stuttgart,
- 1952, 1. Platz, Halbweltergewicht, vor Helmut Höhmann

Länderkämpfe
- 28. August 1951 in Wiesbaden, Punktsieger über Hackney, USA,
- 14. September 1951 in Wien, Punktsieger über Schalek, Österreich,
- 23. September 1951 in Essen, Punktsieger über Arnold, Irland,
- 26. Oktober 1951 in Teheran, Punktsieger über Aschafpour, Iran,
- 9. November 1951 in Stockholm, Punktsieger über Ludin, Schweden,
- 27. April 1952 in Dortmund, Punktsieger über Aschafpour, Iran,
- 19. Oktober 1952 in Helsinki, Punktsieger über Bostrein, Finnland,
- 31. Oktober 1952 in Dublin, Punktniederlage gegen Milligan, Irland,
- 1. Mai 1953 in Essen, unentschieden gegen Morante, Spanien,
- 28. August 1953 in Wiesbaden, kampflos Sieger über Randazoli, Italien,
- 26. September 1953 in Frankfurt am Main, Punktsieger über Murray, England